# UNIX – LINUX (kniha)
Kniha UNIX – LINUX (podtitul praktický průvodce) od českého informatika doc. Ing. Michala Brandejse, CSc., je uživatelský průvodce, de facto manuál k operačnímu systému GNU/Linux.

## Obsah
Publikace sestává z několika částí: Prvá se zabývá historií a pravidly systému Linux, druhá seznamuje čtenáře s jeho samotným jádrem, třetí  pojednává o souborovém systému, interpretaci souborů jakož i adresářů na disku, způsobu zápisů a formátu souborů a přístupových právech. V dalších částech autor píše o shellu bash, zpracování textu, spouštění aplikací a příkazů atd. V příloze (na konci knihy) jsou tabulky s kódy ASCII, EBCDIC a IBM Latin 2 a i rejstřík znaků, příkazů a operátorů. Součástí knihy je CD-ROM s kompletní instalací Linuxu i softwaru pro internetového klienta a server.

## České vydání
Vydali v pražském nakladatelství Grada Publishing roku 1996. Za návrhem a grafickou úpravou obálky stála Gabriela Jurkovičová, knihu redigoval Michal Dvořák. Brožovaný výtisk vytiskly Tiskárny Havlíčkův Brod, a.s. Maloobchodní cena činila 390 Kč.